# Периньи (Кальвадос)
Периньи́ (фр. Périgny) — коммуна во Франции, находится в регионе Нижняя Нормандия. Департамент коммуны — Кальвадос. Входит в состав кантона Конде-сюр-Нуаро. Округ коммуны — Вир.
Код INSEE коммуны — 14496.

## Население
Население коммуны на 2010 год составляло 55 человек.
| 1962 | 1968 | 1975 | 1982 | 1990 | 1999 | 2010 |
| ---- | ---- | ---- | ---- | ---- | ---- | ---- |
| 80   | 77   | 60   | 47   | 53   | 62   | 55   |

## Экономика
В 2010 году среди 29 человек трудоспособного возраста (15—64 лет) 23 были экономически активными, 6 — неактивными (показатель активности — 79,3 %, в 1999 году было 78,8 %). Из 23 активных жителей работали 20 человек (9 мужчин и 11 женщин), безработных было 3 (1 мужчина и 2 женщины). Среди 6 неактивных 2 человека были учениками или студентами, 4 — пенсионерами, 0 были неактивными по другим причинам.